# Zăbrani
Zăbrani là một xã thuộc hạt Arad, România. Dân số thời điểm năm 2002 là 4466 người.